# Gibbaeum nebrownii
Gibbaeum nebrownii är en isörtsväxtart som beskrevs av Tisch. Gibbaeum nebrownii ingår i släktet Gibbaeum och familjen isörtsväxter. Inga underarter finns listade i Catalogue of Life.